# Деян Гемижев
Деян Гемижев е български лекоатлет, състезаващ се в дисциплината мятане на диск. На Европейското първенство по лека атлетика до 23 години през 2019 година в Швеция постига 17-о място. През същата година той е част от звездния отбор на България, който представя държавата на Европейските отборни игри по лека атлетика в Хърватска,там се класира 7-и, като се състезава редом до имена като Lukas Weißhaidinger, Martin Kupper.
Висок: 2 метра 2 см.